# Carlos Santos (xadrezista)
Carlos Pereira dos Santos (20 de junho de 1972) é um xadrezista português, detendo o título de Mestre Internacional de Xadrez. Em junho de 2007, com 2 427 pontos, ocupava a quinta posição em Portugal, segundo o ranking da FIDE.
Carlos Pereira dos Santos é também doutorado em matemática, sendo especialista na teoria combinatória dos jogos.
Carlos Santos é professor no ISEL.